# Лизогуб, Андрей Александрович
Андрей Александрович Лизогуб (род. 22 января 1991, Калининград) — российский регбист, игрок команды «ВВА-Подмосковье».

## Биография

### Клубная карьера
Регби начал заниматься с 2005 года. Первый тренер — Эльдар Алиярович Асланов. С 2009 по 2010 годы выступал за варшавский клуб АЗС-АВФ. В 2011 году выступал в составе РК «Кубань» (г. Краснодар). С 2012 по 2013 годы входил в состав клуба Спартак-ГМ. С 2014 по 2016 годы играл за команду ВВА-Подмосковье. В 2019 году вернулся в состав краснодарской Кубани. В команду ВВА-Подмосковье вернулся в 2020 году. Многократный бронзовый призёр чемпионата России по регби. После окончания профессиональной карьеры выступает за любительский клуб Московские Драгоны.

### Карьера в сборной
В составе сборной России в 2015 году стал обладателем Кубка наций в Гонконге.

## Достижения
- Бронзовый призёр Чемпионата России по регби — 3 раз (2015—2017)
- Обладатель Кубка наций в Гонконге — 1 раз (2015)